# Зади (Логойський район)
Зади — (біл. вёска Зады), село (веска) в складі Логойського району розташоване в Мінській області Білорусі, підпорядковане Плещеницькій сільській раді.
Село Зади розташоване в центральних районах Білорусі, у північній частині Мінської області - орієнтовне розташування [Архівовано 11 червня 2020 у Wayback Machine.].